# Kościół poewangelicki w Dobrym Mieście
Kościół poewangelicki – jeden z rejestrowanych zabytków Dobrego Miasta, w województwie warmińsko-mazurskim. Obecnie nie pełni już funkcji sakralnych. Znajduje się w nim Centrum Kulturalno-Biblioteczne.

## Historia
Świątynia została wybudowana według projektu architekta Karla Friedricha Schinkla w latach 1830-1834. Do 1945 roku korzystała z niej dobromiejska parafia ewangelicka. Po 1945 roku budowla została zaadaptowana dla potrzeb miejscowego Domu Kultury, natomiast po pożarze w 1967 roku została umieszczona w niej biblioteka miejska (obecnie funkcjonuje pod nazwą Centrum Kulturalno-Biblioteczne w Dobrym Mieście). Obiekt został otwarty w 1978 roku.
Świątynia jest kopią dawnego kościoła ewangelickiego w Ornecie.

## Architektura
Jest to świątynia wzniesiona w stylu klasycystycznym, murowana z cegły i otynkowana. Wybudowana została na rzucie prostokąta. Jej elewacje zewnętrzne są podzielone arkadami i mają półkoliście sklepione okna. Całość budowli ujęta jest gzymsem wieńczącym na kostkach. Narożniki korpusu wychodzące z lica ściany przechodzą pod dachem w niskie filary nakryte daszkiem namiotowym. Do korpusu świątyni jest dobudowana wysoka wieża na planie kwadratu, posiadająca cztery oddzielone gzymsami kondygnacje. Wieża nakryta jest dachem namiotowym. Została odbudowana po zawaleniu się poprzedniej wieży w 1833 roku. W przyziemiu wieży było umieszczone wejście do kościoła. Wnętrze świątyni jest nakryte drewnianym sklepieniem kolebkowym z częściami stropowymi z lewej i prawej strony, podpartymi przez sześć par kolumn. Wzdłuż elewacji bocznych i wieżowej zostały zachowane piętrowe galerie.